# Fernanda Montenegro
Arlette Pinheiro Monteiro Torres CRB • GCONM • COCS • OMC (Rio de Janeiro, 16 de outubro de 1929), mais conhecida como Fernanda Montenegro, é uma atriz e escritora brasileira. É frequentemente referenciada como a "grande dama da dramaturgia brasileira" e a "maior atriz da história do Brasil" pelo extenso trabalho no cinema, teatro e televisão.
Na televisão, Fernanda foi a primeira atriz contratada pela TV Tupi, em 1951, onde estrelou dezenas de teleteatros, que na direção revezavam-se Fernando Torres, Sérgio Britto e Flávio Rangel. Estreou nas telenovelas em 1954 como protagonista de A Muralha, na Record, onde estrelou outras produções. Trabalhou nas principais emissoras do Brasil, como Band, TV Cultura, Record e Globo — onde permanece desde 1981 —, além das extintas TV Excelsior, TV Rio e Rede Tupi.
Reconhecida internacionalmente, Fernanda foi a primeira brasileira a vencer o Emmy Internacional na categoria de melhor atriz pela atuação em Doce de Mãe (2013), além de ter ganhado um Urso de Prata no Festival de Berlim e recebido indicações ao Globo de Ouro e ao Oscar de melhor atriz por seu trabalho em Central do Brasil (1998), sendo a primeira mulher latino-americana, lusófona e brasileira a ser indicada nessa categoria. Em 2013, foi eleita a 15ª celebridade mais influente do país pela revista Forbes.
Em 1999, foi condecorada com a maior comenda civil do país, a Grã-Cruz da Ordem Nacional do Mérito, "pelo reconhecimento ao destacado trabalho nas artes cênicas brasileiras", entregue pelo então presidente Fernando Henrique Cardoso. Além de ter sido cinco vezes galardoada com o Prêmio Molière, também recebeu três vezes o Prêmio Governador do Estado de São Paulo. Durante a Cerimônia de abertura dos Jogos Olímpicos Rio 2016, Fernanda leu o poema "A flor e a náusea", de Carlos Drummond de Andrade, dublado em inglês por Judi Dench. Em março de 2022, a atriz tomou posse da cadeira 17 da Academia Brasileira de Letras (ABL), sucedendo o diplomata Affonso Arinos, sendo a 9.ª mulher e a primeira atriz a entrar na lista dos imortais da ABL. Em 2024, aos 95 anos, entrou para o Guinness Book por ter alcançado o recorde de maior público em leitura filosófica por apresentação de Simone de Beauvoir no Parque Ibirapuera.

## Biografia

### Infância, juventude e formação

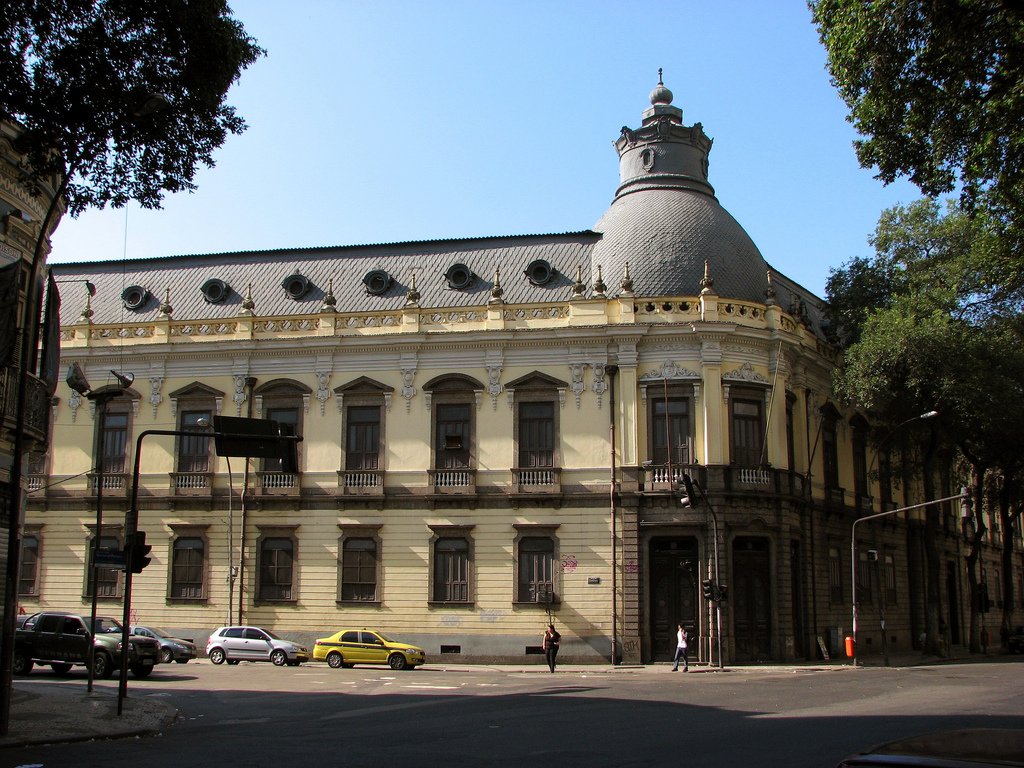
Fernanda Montenegro estudou no Colégio Pedro II durante a juventude

Fernanda Montenegro nasceu na então capital federal numa família de classe média. Ao nascer recebeu o nome Arlette Pinheiro Esteves da Silva, sendo seu pai Victorino Esteves da Silva, marceneiro, e sua mãe, Carmen Nieddu, ambos cariocas e filhos de imigrantes europeus.
Seus avós maternos, Camilo Nieddu e Maria Pinna, eram imigrantes provenientes da Sardenha que haviam sido enviados para trabalhar em fazendas em Minas Gerais, tendo se conhecido no navio em que viajaram. Não permaneceram muito tempo no trabalho agrícola, tendo optado por se tranferir ao Rio de Janeiro, onde nasceu a filha Carmen. Pelo lado paterno, era neta dos portugueses José Pinheiro da Silva e Ana Albina Esteves, ele de Santa Clara-a-Nova (Almodôvar, distrito de Beja) e a mãe de Torgueda (concelho de Vila Real)
A pequena Arlette nasceu numa pequena viela sem saída, a rua Alaíde, que ficava na zona conhecida como “Estação de Dona Clara” no número 80, em Madureira, no subúrbio carioca, e estudou no Colégio Pedro II.
Depois de concluir o curso primário, Arlette dedicou-se à formação para o trabalho, matriculando-se no curso de secretariado Berlitz, que compreendia inglês, francês, português, estenografia e datilografia. Frequentava ainda o curso de madureza à noite, conseguindo concluir o equivalente ao ginasial em dois anos. Aos quinze anos, ainda no terceiro ano do curso técnico de secretariado, inscreveu-se num concurso como locutora na então Rádio Ministério da Educação e Saúde, atual Rádio MEC, fator que foi decisivo para a sua carreira. Ganhou o concurso para atuar em um projeto chamado "Teatro da Mocidade", voltado a despertar o interesse de jovens talentos para atuar em radionovelas, sendo este seu primeiro emprego.
Seu primeiro papel como radioatriz foi numa obra de Cláudio Fornari, chamada Sinhá Moça Chorou, na qual interpretou Manuela. Arlette permaneceu na emissora por dez anos, inicialmente como locutora e depois como atriz. Foi lá que, ao começar a escrever, adotou o pseudônimo "Fernanda Montenegro". Paralelamente, a atriz passou a lecionar português para estrangeiros no Berlitz, curso que havia frequentado por quatro anos. Era a forma de obter alguma remuneração, já que o trabalho no rádio nem sempre era remunerado.
A Rádio MEC fica ao lado da Faculdade Nacional de Direito da UFRJ, na qual funcionava um grupo de teatro amador dos alunos da faculdade. Passa a integrar o grupo de teatro, ao participar da peça "Nuestra Natascha", interpretando sua primeira personagem, Cassona.

## Carreira

### 1950–62: Pioneirismo e primeiros trabalhos

Fernanda Montenegro na peça teatral A mulher de todos nós, de 1966; foto do Arquivo Nacional

Iniciou sua carreira no ano de 1950, na peça Alegres Canções nas Montanhas, ao lado de seu marido, Fernando Torres. Foi a primeira atriz contratada pela recém-criada TV Tupi do Rio de Janeiro, em 1951. Seu nome, Arlette, foi considerado muito comum para uma atriz e lhe pediram para escolher um nome mais forte, mais chamativo, e por gostar do nome, escolheu Fernanda. Na emissora, entre 1951 e 1953, participou de cerca de 80 peças, exibidas nos programas Retrospectiva do Teatro Universal e Retrospectiva do Teatro Brasileiro. Sob a direção de Jacy Campos, Chianca de Garcia e Olavo de Barros, atuou ao lado de Paulo Porto, Heloísa Helena, Grande Otelo, Fregolente e Colé. Participou também de programas policiais escritos por Jacy Campos e Amaral Neto. No teatro, Fernanda Montenegro ganhou o prêmio de atriz revelação da Associação Brasileira de Críticos Teatrais, em 1952, por seu trabalho nas peças Está lá fora um inspetor, de J. B. Priestley, e Loucuras do Imperador, de Paulo Magalhães. Ainda na década de 1950, fez parte da Companhia Maria Della Costa e do Teatro Brasileiro de Comédia (TBC).
Em 1954 interpretou sua primeira protagonista na telenovela A Muralha, de Ivani Ribeiro na Record, sendo a primeira telenovela da emissora. Entre 1956 e 1963, a atriz participou de diversos teleteatros na TV Tupi de São Paulo, apresentados no Grande Teatro Tupi, totalizando cerca de 160 peças apresentadas naquele programa. Em 1959 formou sua própria companhia teatral, a Companhia dos Sete, com Sérgio Britto, Ítalo Rossi, Gianni Ratto, Luciana Petruccelli, Alfredo Souto de Almeida e Fernando Torres. A atriz é considerada uma das grandes damas do teatro brasileiro, tendo recebido diversos prêmios ao longo da carreira, por espetáculos como A Moratória (1955), de Jorge Andrade; Nossa Vida com Papai (1956); Vestir os Nus (1958); O Mambembe (1959), com direção de Gianni Ratto; Mary, Mary (1963), dirigido por Adolfo Celi; Mirandolina (1964), de Carlo Goldoni; A mulher de todos nós (1966), dirigida pelo marido, Fernando Torres; As lágrimas amargas de Petra von Kant (1982); Dona Doida, Um Interlúdio (1987), entre muitas outras peças.

### 1963–80: Protagonistas e cinema

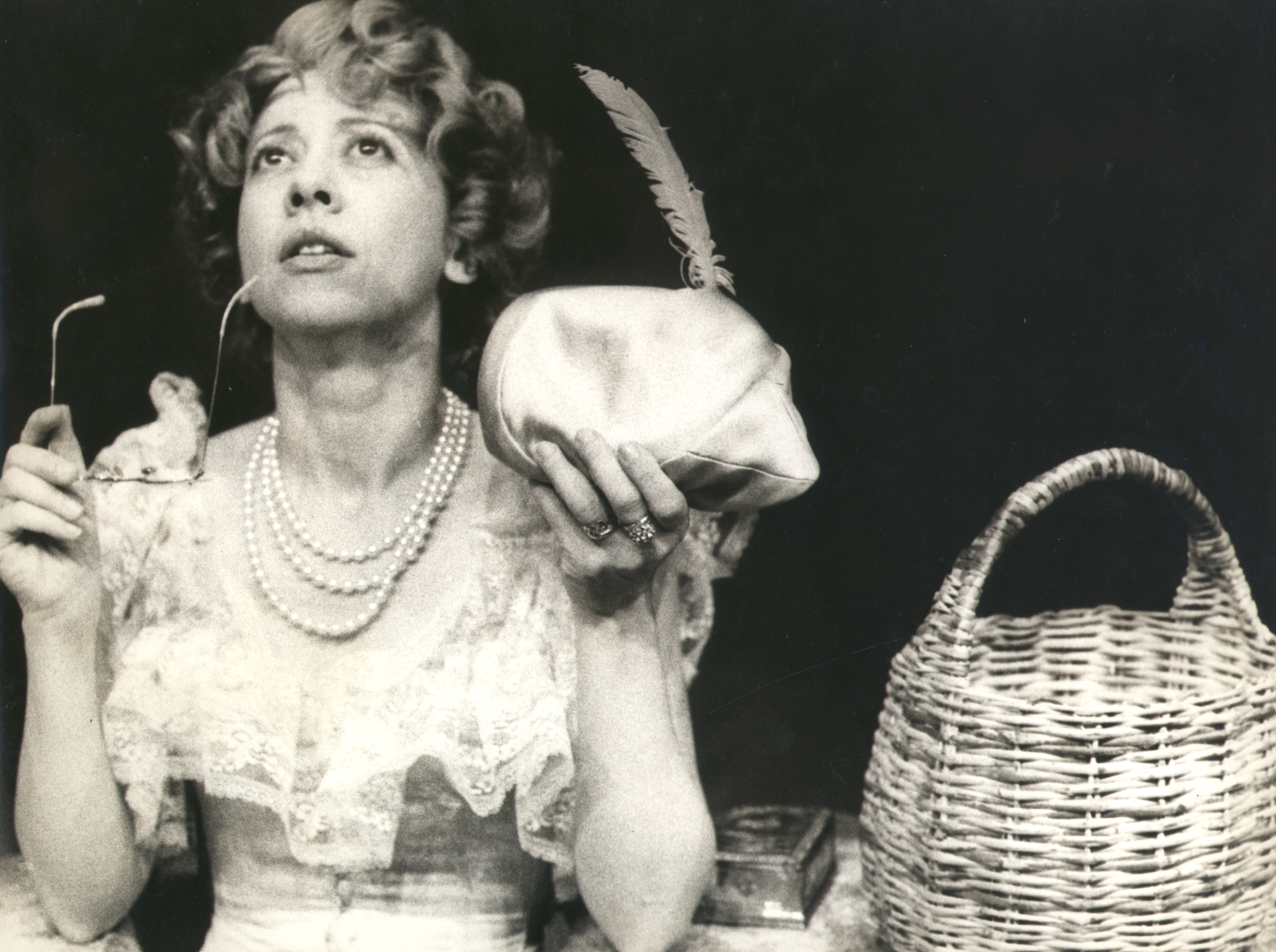
Fernanda Montenegro em Oh! Que belos dias, de 1970; foto do Arquivo Nacional

Em 1963, contratada pela TV Rio, atuou nas novelas Pouco Amor Não É Amor e A Morta Sem Espelho, ambas de Nélson Rodrigues, com direção de Fernando Torres (ator) e Sérgio Britto, respectivamente. Em 1964, na Record, fez mais duas novelas dirigidas por Sérgio Britto: Vitória e Sonho de Amor, esta última uma adaptação feita por Nélson Rodrigues do romance O Tronco do Ipê, de José de Alencar, produzida pela TV Rio e exibida também em São Paulo pela TV Record. Em 1965, na recém-criada TV Globo, Fernanda Montenegro participou do programa 4 no Teatro, que apresentou uma série de teleteatros sob a direção de Sérgio Britto. Em sua estreia na emissora, a atriz atuou nas peças Massacre, de Emanuel Robles, e As três faces de Eva, de Janete Clair. Sua estreia em cinema se deu na produção de 1964 para a tragédia de Nelson Rodrigues, A Falecida, sob direção de Leon Hirszman.
No ano seguinte, na TV Tupi, interpretou a personagem Amália, na novela Calúnia, de Talma de Oliveira. Em 1967, estreou na TV Excelsior como Lisa, em Redenção, novela de Raimundo Lopes dirigida por Reynaldo Boury e Waldemar de Moraes. Ainda na TV Excelsior, em 1968, Fernanda Montenegro viveu a Cândida em A Muralha, adaptação de Ivani Ribeiro da obra de Dinah Silveira de Queiroz. Com direção de Sérgio Britto e Gonzaga Blota, a novela foi considerada uma superprodução em sua época. Na mesma emissora, em 1969, a atriz viveu a personagem Júlia Camargo, de Sangue do Meu Sangue, escrita por Vicente Sesso, novamente dirigida por Sérgio Britto, com elenco composto por Francisco Cuoco, Cláudio Correa e Castro, Nicete Bruno e Tônia Carrero.

Fernanda Montenegro e Bibi Ferreira, em 1972; foto do Arquivo Nacional

Fernanda Montenegro deixou a  falida TV Excelsior em 1970 e manteve-se afastada da televisão durante nove anos, intervalo quebrado apenas pela realização de dois trabalhos: o teleteatro A Cotovia, de Jean Anouilh, para a TV Tupi, em 1971, e um Caso Especial da TV Globo, em 1973. Este Caso Especial estrelado pela atriz era uma adaptação da tragédia Medeia, de Eurípedes, feita por Oduvaldo Viana Filho. Levado ao ar no mesmo dia e horário da estreia do Cassino do Chacrinha, na TV Tupi.
Ainda na década de 1970, a atriz integrou o elenco da novela Cara a Cara (1979), de Vicente Sesso, na TV Bandeirantes. Na trama, dirigida por Jardel Mello e Arlindo Barreto, a atriz viveu a personagem Ingrid Von Herbert, egressa de um campo de concentração nazista.

### 1981–97: Reconhecimento nacional

Italo Rossi e Fernanda Montenegro durante a peça "O Médico Volante"

Fernanda Montenegro estreou em novelas da TV Globo em 1981, em Baila Comigo, de Manoel Carlos. Sua personagem, Sílvia Toledo Fernandes, foi escrita especialmente para a atriz, que foi dirigida por Roberto Talma e Paulo Ubiratan. No mesmo ano, viveu a milionária Chica Newman de Brilhante, novela de Gilberto Braga. Na trama, Luísa (Vera Fischer) é escolhida por Chica Newman para se casar com seu filho Ignácio (Dennis Carvalho), que é homossexual. Mas a moça acaba se envolvendo com Paulo César (Tarcísio Meira), homem de origem humilde, casado com Isabel (Renée de Vielmond), filha de Chica.
Em 1983, Fernanda Montenegro protagonizou cenas hilariantes ao lado de Paulo Autran, como os primos Charlô e Otávio de Guerra dos Sexos, novela escrita por Sílvio de Abreu e dirigida por Jorge Fernando e Guel Arraes. Obrigados a conviver na mesma casa e na mesma empresa devido ao testamento de um tio, os dois empreendiam "batalhas" diárias, numa verdadeira guerra. A censura impôs mudanças em personagens, diálogos e cenas. Ainda assim, a novela foi um sucesso e recebeu diversos prêmios da Associação Paulista de Críticos de Arte, entre eles o de melhor atriz para Fernanda Montenegro.
Em 1986, a atriz participou de Cambalacho, outra comédia de Silvio de Abreu, dirigida por Jorge Fernando. Como o título sugere, o ponto de partida da trama eram os trambiques armados por Leonarda Furtado, a "Naná", personagem de Fernanda Montenegro, e Jerônimo Machado, o "Gegê", interpretado por Gianfrancesco Guarnieri. Quatro anos depois, Fernanda Montenegro fez uma participação especial, no papel de Salomé, em Rainha da Sucata, novela de Silvio de Abreu, Alcides Nogueira e José Antônio de Souza.
Ainda em 1990, interpretou a Vó Manuela na minissérie Riacho Doce, de Aguinaldo Silva e Ana Maria Moretzsohn. A minissérie se passa em uma cidade do nordeste liderada por Vó Manuela, uma mulher mística e poderosa que exerce total domínio sobre seu neto Nô (Carlos Alberto Riccelli). Em 1991, na novela O Dono do Mundo, de Gilberto Braga, Fernanda Montenegro foi Olga Portela, uma requintada cafetina que, apesar de picareta, conquistou a simpatia do público. Dois anos depois, apresentou uma atuação marcante como Jacutinga, a dona de um bordel no interior da Bahia, na primeira fase da novela Renascer, de Benedito Ruy Barbosa. Ainda em 1993, participou – como Madalena Moraes – da novela O mapa da mina, a última de Cassiano Gabus Mendes.
Em 1994, como Quitéria Campolargo, a atriz integrou o elenco estelar de Incidente em Antares, que reuniu nomes como Marília Pêra, Regina Duarte, Gianfrancesco Guarnieri, Paulo Goulart, Nicette Bruno, Flávio Migliaccio, Betty Faria e Diogo Vilela. A minissérie era uma adaptação de Nelson Nadotti e Charles Peixoto do livro homônimo de Érico Veríssimo. Em seguida, em 1997, Fernanda Montenegro viveu o papel-título de Zazá, novela de Lauro César Muniz. Sua personagem é uma mulher idealista, que tenta buscar uma solução para a vida dos sete filhos, ao mesmo tempo em que enfrenta várias adversidades para fazer seu projeto de avião atômico.

### 1998–04: Reconhecimento internacional

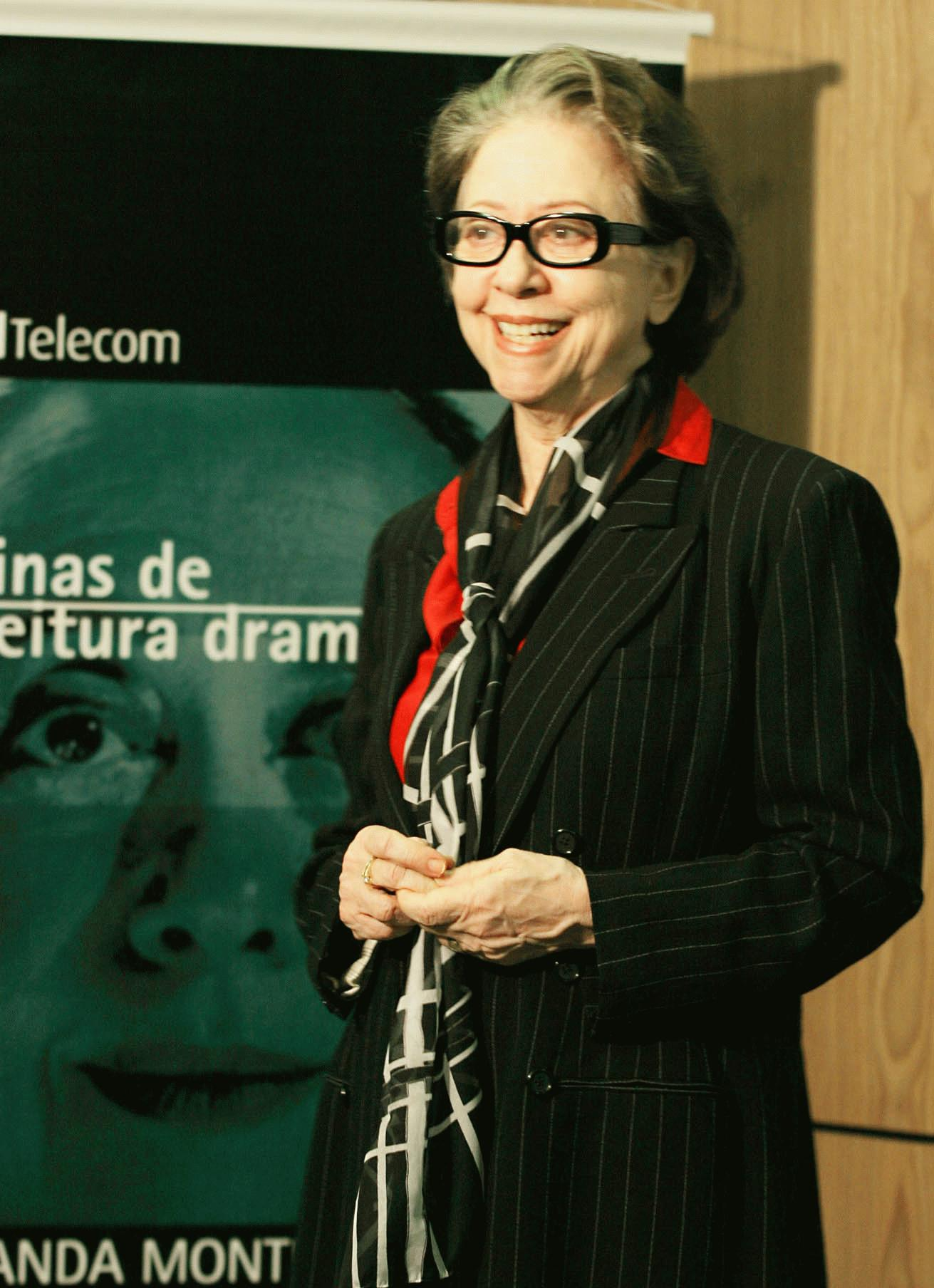
Fernanda Montenegro durante uma oficina de leitura dramática em 2003

Em 1999, por sua atuação no filme Central do Brasil, de Walter Salles em 1998, foi a primeira artista brasileira a ser indicada para o Óscar de melhor atriz. Um ano antes, ainda por sua atuação naquele filme, recebeu o Urso de Prata do Festival de Berlim. Ainda em 1999, a atriz fez o papel de Nossa Senhora na minissérie O Auto da Compadecida, adaptação da premiada peça de Ariano Suassuna feita por Guel Arraes, Adriana Falcão e João Falcão, e transformada em filme no ano seguinte. Em 2001, viveu a Lulu de Luxemburgo de As Filhas da Mãe, de Silvio de Abreu, Alcides Nogueira e Bosco Brasil. Fernanda Montenegro participou da primeira fase de Esperança (2002), novela de Benedito Ruy Barbosa, em que fez o papel da italiana Luiza, a avó da protagonista Maria, interpretada por Priscila Fantin. Em 2005, na premiada minissérie Hoje É Dia de Maria, dirigida por Luiz Fernando Carvalho, a atriz interpretou a madrasta, voltando a atuar na segunda jornada da série como Dona Cabeça, narradora da trama. Em 2005, atuou na novela Belíssima como a vilã Bia Falcão, matriarca da família Assumpção. A trama de Sílvio de Abreu. Um de seus mais recentes trabalhos na TV Globo foi a minissérie Queridos amigos (2008), de Maria Adelaide Amaral, como intérprete de Iraci.
Foi convidada para ocupar o Ministério da Cultura no governo dos presidentes José Sarney e Itamar Franco, porém apesar do grande apoio da classe artística e intelectual, recusou ambas as ofertas. Em 1985, ao recusar o convite de Sarney afirmou em carta ao então representante do governo que não estava preparada para abandonar a carreira artística, não por medo ao desafio que lhe era oferecido, mas sim por entender que seria muito melhor no palco do que no ministério.

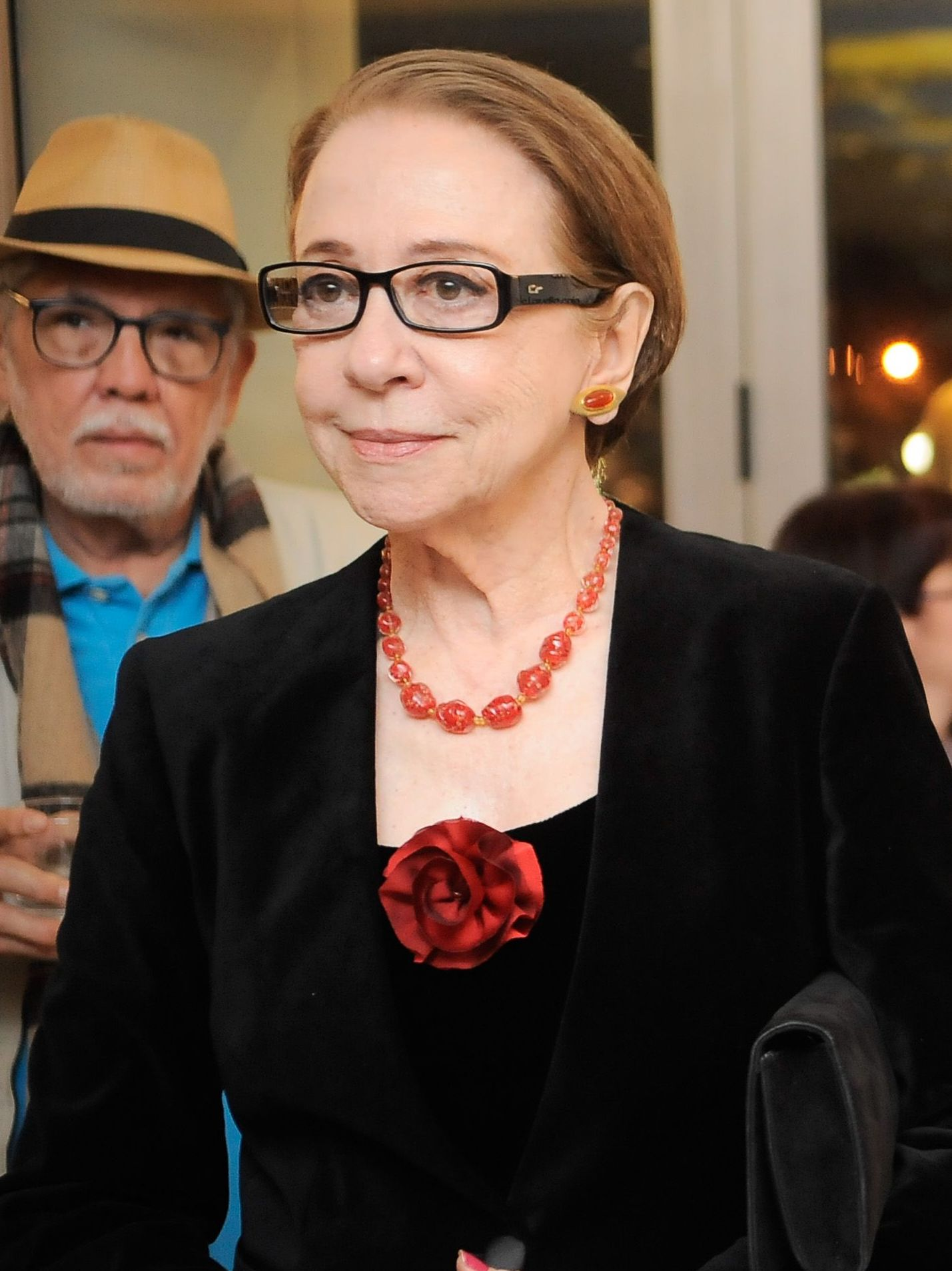
Fernanda Montenegro na comemoração dos 50 anos do Museu da Imagem e do Som do Rio de Janeiro, em 2015

Recebeu em 1999 do então presidente Fernando Henrique Cardoso a Ordem Nacional do Mérito Grã-Cruz, "pelo reconhecimento ao destacado trabalho nas artes cênicas brasileiras". Na época, uma exposição realizada no Museu de Arte Moderna (MAM), no Rio de Janeiro, comemorou os 50 anos de carreira da atriz. Em 2004, foi escolhida melhor atriz da terceira edição do Festival de TriBeCa. Foi premiada por sua atuação em "O Outro Lado da Rua", único filme da América Latina a participar da competição de longas de ficção.
Entre os filmes em que atuou no cinema estão A Falecida (1964) e Eles Não Usam Black-Tie (1980), ambos de Leon Hirszman. E, mais recentemente, Olga, de Jayme Monjardim, onde interpretou Leocádia Prestes, mãe do líder comunista Luís Carlos Prestes; Redentor (2004), dirigido por seu filho, Cláudio Torres; Casa de Areia (2005), filme dirigido pelo genro Andrucha Waddington, marido de sua filha, a atriz Fernanda Torres; e Love in the Time of Cholera (br: O Amor nos Tempos do Cólera), de Mike Newell, lançado em 2007, onde fez a personagem Tránsito Ariza, mãe do personagem do ator espanhol Javier Bardem. Em 2010 viveu a protagonista Bete em Passione, de Sílvio de Abreu. Em 2012 protagonizou o último episódio da minissérie As Brasileiras como a artista decadente Mary Torres no episódio Maria do Brasil, e no especial de fim de ano Doce de Mãe em que interpretou Dona Picucha, personagem principal onde foi premiada com o Emmy Internacional de melhor atriz. Pelo Twitter, a então presidente Dilma Rousseff parabenizou Fernanda Montenegro pelo Emmy, afirmando que a atriz é um orgulho do Brasil. Carlos Henrique Schroder, diretor-geral da Rede Globo, festejou o prêmio de Fernanda dizendo: "É o reconhecimento de uma estrela maior da nossa cultura. É a nossa dama maior do teatro, da TV e do cinema brasileiro. E justamente recebeu essa homenagem e reconhecimento internacional".

### 2009–2019: Ordem do Ipiranga, trabalhos e autobiografia

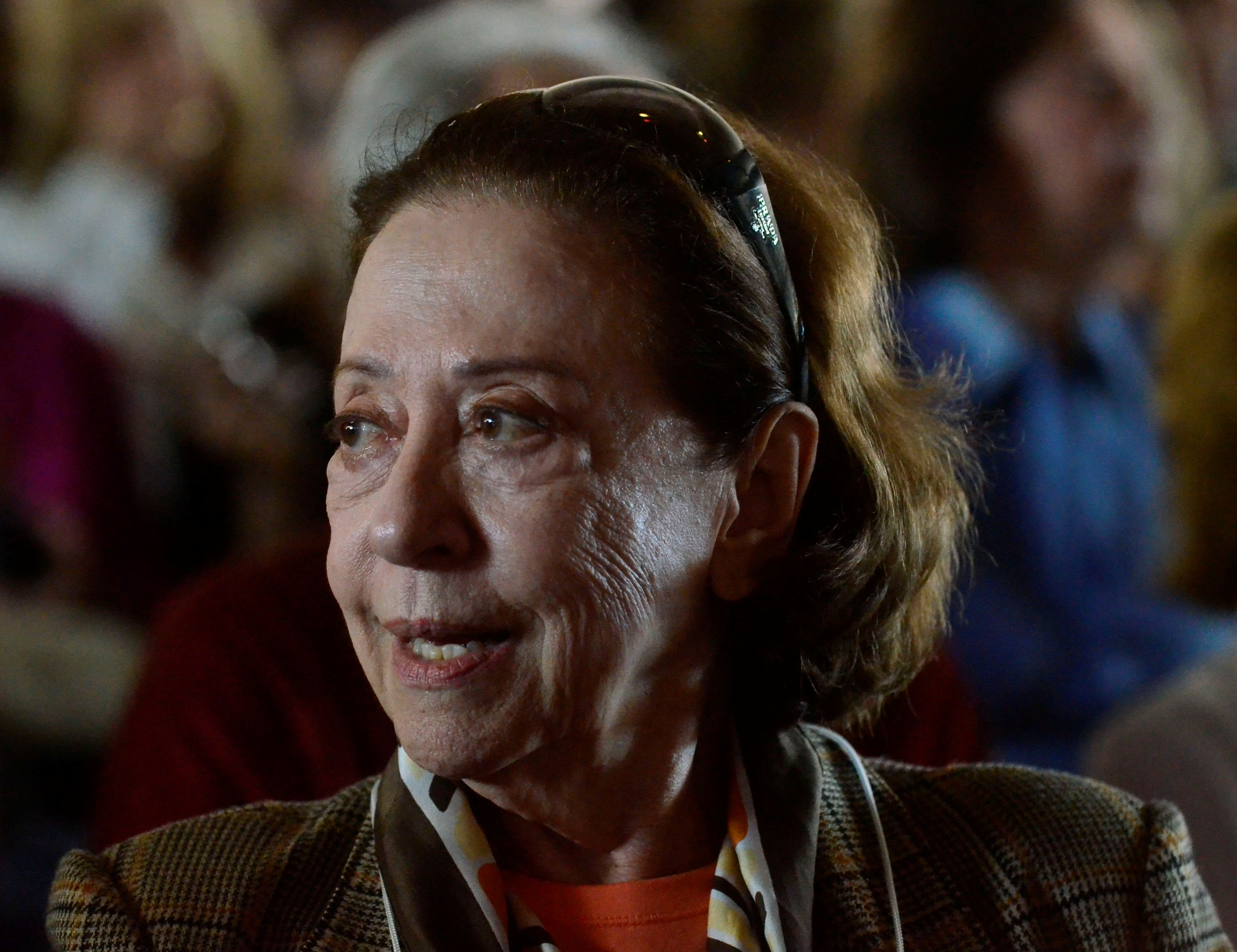
Fernanda Montenegro durante o debate sobre romances contemporâneos latino-americanos na Festa Literária Internacional de Paraty de 2014

No dia 22 de junho de 2009, foi agraciada com a Ordem do Ipiranga, no grau de Cavaleiro, pelo Governo do Estado de São Paulo, na pessoa do então governador José Serra. Em 2012, reviveu seu primeiro personagem no cinema, Zulmira, do filme A Falecida, em uma releitura feita pelo curta-metragem A Dama do Estácio, de Eduardo Ades. Em 2013, deu vida a Dona Cândida Rosado (Candinha) no remake de Saramandaia escrito por Ricardo Linhares.
Em 2014, viveu novamente Dona Picucha na série Doce de Mãe. No mesmo ano é anunciado que a atriz fará Babilônia, novela de Gilberto Braga, no papel da homossexual Teresa, que mantém um relacionamento com a personagem de Nathália Timberg, Estela.
Em 2017, após a polêmica de seu papel na trama de Babilônia, inicia uma parceria com o autor Walcyr Carrasco aceitando o convite para atuar em sua novela do horário nobre O Outro Lado do Paraíso, onde tem seu retorno triunfal ao gênero, atuando como a mística "Mercedes", uma senhora humilde e generosa, mas que carrega o dom da vidência consigo, tendo alta ligação com a luz através de vozes e enxerga nisso a sua missão de caridade de ajudar o mundo ao seu redor.
Em 2019, após o sucesso, retoma a sua parceria com Walcyr e atua na novela A Dona do Pedaço, participando da primeira fase do folhetim, como a matriarca de uma família de justiceiros no interior do Estado do Espírito Santo. Em setembro do mesmo ano, lançou sua autobiografia Prólogo, ato, epílogo pela editora Companhia das Letras, em parceria com Marta Góes. Durante a campanha, para a revista 451 da Folha de S.Paulo, Fernanda se vestiu de bruxa prestes a ser queimada como bruxa e disse que "prefere entrar para a História do lado das bruxas".

### 2020–presente: Retorno ao cinema,Ainda Estou AquieVitória
Em 2023, Fernanda e sua filha Fernanda Torres foram confirmadas no papel de Eunice Paiva, em épocas diferentes, em Ainda Estou Aqui, dirigido por Walter Salles, trazendo o retorno de Montenegro a trabalhar com ele. A trama retrata a história autobiográfica de Marcelo Rubens Paiva com enfoque na vida de sua mãe, Eunice Paiva, uma advogada que acabou se tornando ativista política na sequência da prisão e consequente desaparecimento de seu marido (em razão da qual também foi presa com uma de suas filhas, Eliana Paiva) pela ditadura militar brasileira.
Ainda em 2023, Fernanda foi confirmada como protagonista de Vitória, dirigido por Andrucha Waddington e Breno Silveira (trabalho póstumo), onde ela interpretaria Nina/Dona Vitoria, baseado na história de Joana Zeferino da Paz.

## Vida pessoal

### Família e relacionamentos

Fernando Torres e Fernanda Montenegro foram casados de 1953 até 2008, ano em que o ator morreu

Casou-se em 6 de abril de 1953, aos 23 anos, com Fernando Torres, que tinha 26 anos. O casal comemorou a união em uma pequena igreja católica de São Cristóvão. Seu vestido de noiva fora emprestado de sua amiga Eva Todor, recém-casada, pois a atriz não tinha condições financeiras para comprar um modelo novo.
O casal, após passar bastante tempo tentando ter filhos de forma natural, iniciou um tratamento de fertilização, conseguindo ter dois filhos. Em 1962 nasceu o diretor Cláudio Torres, de parto normal, e em 1965 deu à luz a atriz Fernanda Torres, nascida de cesariana. Suas duas gravidezes foram consideradas difíceis, obrigando a atriz a se afastar da carreira para fazer repouso. Seu sobrenome Torres não é de nascimento, tendo sido adquirido devido ao seu casamento.

## Obras

### Teatro
Em mais de cinquenta anos de carreira, participou de dezenas de espetáculos teatrais, interpretando de tudo: da clássica tragédia grega à comédia de boulevard, do musical brasileiro a espetáculos de vanguarda. Sempre ao lado de grandes nomes, do elenco à direção. A seguir, alguns de seus grandes sucessos:
| Ano             | Título                                | Autoria                                                     | Direção             | Ref.            |
| --------------- | ------------------------------------- | ----------------------------------------------------------- | ------------------- | --------------- |
| 1945            | Nuestra Natacha                       | Alejandro Casona                                            | —                   | [ 89 ]          |
| 1950            | Alegres Canções nas Montanhas         | Julien Luchaire, trad. de Miroel Silveira                   | Esther Leão         | [ 90 ]          |
| 1952            | Jezebel                               | Jean Anouilh, trad. de Maria Jacintha                       | Henriette Morineau  | [ 91 ]          |
| 1952            | A Cegonha se Diverte...               | André Roussin, trad. de Elsie Lessa                         | Henriette Morineau  | [ 92 ]          |
| 1952            | Loucuras do Imperador                 | Paulo de Magalhães                                          | Paulo de Magalhães  | [ 93 ]          |
| 1952            | Está Lá Fora um Inspetor              | J. B. Priestley                                             | João Villaret       | [ 94 ]          |
| 1953            | Mulheres Feias                        | Achille Saitta                                              | Henriette Morineau  | [ 95 ]          |
| 1953            | Daqui Não Saio                        | Jean Valmy e Raymond Vincy                                  | Henriette Morineau  | [ 96 ]          |
| 1954            | Também os Deuses Amam                 | José Antonio Amaral Vieira                                  | Henriette Morineau  | [ 97 ]          |
| 1954            | O Canto da Cotovia                    | Jean Anouilh                                                | Gianni Ratto        | [ 98 ]          |
| 1955            | Com a Pulga Atrás da Orelha           | Georges Feydeau                                             | Gianni Ratto        | [ 99 ]          |
| 1955            | A Moratória                           | Jorge Andrade                                               | Gianni Ratto        | [ 100 ]         |
| 1956            | Eurídice                              | Jean Anouilh                                                | Gianni Ratto        | [ 101 ]         |
| 1958            | Vestir os Nus                         | Luigi Pirandello                                            | Alberto d'Aversa    | [ 102 ]         |
| 1959            | O Mambembe                            | Arthur Azevedo e José Piza                                  | Gianni Ratto        | [ 103 ]         |
| 1960            | A Profissão da Sra. Warren            | Bernard Shaw                                                | Gianni Ratto        | [ 104 ]         |
| 1960            | Cristo Proclamado                     | Francisco Pereira da Silva                                  | Gianni Ratto        | [ 105 ]         |
| 1960            | Com a Pulga Atrás da Orelha           | Georges Feydeau                                             | Gianni Ratto        | [ 106 ]         |
| 1961            | O Velho Ciumento                      | Miguel de Cervantes                                         | Gianni Ratto        | [ 107 ]         |
| 1961–1962       | O Médico Volante                      | Molière                                                     | Gianni Ratto        | [ 108 ]         |
| 1962            | O Homem, a Besta e a Virtude          | Luigi Pirandello                                            | Gianni Ratto        | [ 109 ]         |
| 1962            | O Beijo no Asfalto                    | Nelson Rodrigues                                            | Fernando Torres     | [ 110 ]         |
| 1963            | Mary, Mary                            | Jean Kerr                                                   | Adolfo Celi         | [ 111 ]         |
| 1964            | Mirandolina                           | Carlo Goldoni                                               | Gianni Ratto        | [ 112 ]         |
| 1966            | O Homem do Princípio ao Fim           | Millôr Fernandes                                            | Fernando Torres     | [ 113 ]         |
| 1967-1968       | A Volta ao Lar                        | Harold Pinter                                               | Fernando Torres     | [ 114 ]         |
| 1968            | Marta Saré                            | Edu Lobo e Gianfrancesco Guarnieri                          | Fernando Torres     | [ 115 ]         |
| 1968            | A Mulher de Todos Nós                 | Henry Becque                                                | Fernando Torres     | [ 116 ]         |
| 1970            | Oh! Que Belos Dias                    | Samuel Beckett                                              | Ivan de Albuquerque | [ 117 ]         |
| 1971            | Computa, Computador, Computa          | Millôr Fernandes                                            | Carlos Kroeber      | [ 118 ]         |
| 1971            | O Marido Vai a Caça                   | Georges Feydeau                                             | Joel de Carvalho    | [ 119 ]         |
| 1972            | O Interrogatório                      | Peter Weiss                                                 | Celso Nunes         | [ 120 ]         |
| 1973; 1976      | Seria Cômico... Se Não Fosse Trágico  | Friedrich Dürrenmatt                                        | Celso Nunes         | [ 121 ]         |
| 1973            | Calabar                               | Chico Buarque e Ruy Guerra                                  | Fernando Peixoto    | [ 122 ]         |
| 1973            | O Amante de Madame Vidal              | Louis Verneuil                                              | Fernando Torres     | [ 123 ]         |
| 1975            | A Mulher de Todos Nós                 | Henry Becque                                                | Fernando Torres     | [ 124 ]         |
| 1976            | A Mais Sólida Mansão                  | Eugene O'Neill                                              | Fernando Torres     | [ 125 ]         |
| 1977            | É...                                  | Millôr Fernandes                                            | Paulo José          | [ 126 ]         |
| 1980            | Assunto de Família                    | Domingos de Oliveira                                        | Paulo José          | [ 127 ]         |
| 1982-1983       | As Lágrimas Amargas de Petra von Kant | Rainer Werner Fassbinder                                    | Celso Nunes         | [ 128 ]         |
| 1986            | Fedra                                 | Racine                                                      | Augusto Boal        | [ 129 ]         |
| 1987; 1990      | Dona Doida, um Interlúdio             | a partir de escritos da poeta Adélia Prado                  | Naum Alves de Souza | [ 130 ]         |
| 1989            | Suburbano Coração                     | Naum Alves de Souza                                         | Naum Alves de Souza | [ 131 ]         |
| 1991            | The Flash and Crash Days              | Gerald Thomas                                               | Gerald Thomas       | [ 132 ]         |
| 1993-1994       | Gilda                                 | Noël Coward                                                 | José Possi Neto     | [ 133 ]         |
| 1995            | Dias Felizes                          | Samuel Beckett                                              | Jacqueline Laurence | [ 134 ]         |
| 1998            | Da Gaivota                            | a partir da peça A Gaivota, de Anton Tchekhov               | Daniela Thomas      | [ 135 ]         |
| 2000-2001       | Alta Sociedade                        | Mauro Rasi                                                  | Mauro Rasi          | [ 136 ]         |
| 2009-2011       | Viver Sem Tempos Mortos               | Simone de Beauvoir                                          | Felipe Hirsch       | [ 137 ]         |
| 2016-2020; 2022 | Nelson Rodrigues por Ele Mesmo        | Adaptado por ela mesma a partir do livro de Sonia Rodrigues | Ela mesma           | [ 138 ] [ 139 ] |
| 2023 - 2024     | A Cerimônia do Adeus                  | Simone de Beauvoir                                          |                     | [ 140 ]         |

### Rádio
| Ano       | Título                 | Personagem         | Notas       | Rádio                |
| --------- | ---------------------- | ------------------ | ----------- | -------------------- |
| 1945–1950 | Teatro da Mocidade     | Várias personagens | Radioteatro | Rádio MEC            |
| 1950      | A Juventude Cria       | Várias personagens | Radioteatro | Rádio MEC            |
| 1950      | Passeio Literário      | Várias personagens | Radioteatro | Rádio MEC            |
| 1950      | Orgulho de Mulher      | —                  | Radionovela | Rádio Guanabara      |
| 1963      | O Diário de Anne Frank | Anne Frank         | Radionovela | Rádio Roquette Pinto |

### Livros
| Ano  | Livro                                            | Editora              | Notas   |
| ---- | ------------------------------------------------ | -------------------- | ------- |
| 2016 | O Mundo é um Palco: Fernanda Montenegro e outros | Edições de Janeiro   |         |
| 2018 | Fernanda Montenegro: Itinerário Fotobiográfico   | Edições Sesc         | [ 141 ] |
| 2019 | Prólogo, ato, epílogo                            | Companhia das Letras | [ 83 ]  |

## Discografia
Áudio livros
| Álbum       | Detalhes                                                                                  |
| ----------- | ----------------------------------------------------------------------------------------- |
| Jorge Amado | - Lançamento: 30 de julho de 2013 - Formatos: download digital - Gravadora: Biscoito Fino |

Aparições em álbuns
| Título                    | Ano       | Outros artistas         | Álbum                           |
| ------------------------- | --------- | ----------------------- | ------------------------------- |
| "Construção"              | 1998      | Chico Buarque           | Brasil são Outros 500           |
| "Foi Mudando, Mudando"    | 2000      | Heitor Villa-Lobos      | Abraço Musical Entre Dois Povos |
| "Ismália"                 | 2019      | Emicida e Larissa Luz   | AmarElo                         |
| “Aquele Frevo Axé” ”Mães” | 2018 2003 | Cézar Mendes Pedro Bial | Depois Enfim Filtro Solar       |

## Prêmios, indicações e homenagens

### Academia Brasileira de Letras
Em novembro de 2021, Fernanda Montenegro foi eleita para assumir a cadeira 17 da Academia Brasileira de Letras (ABL), em sucessão ao diplomata Affonso Arinos. A cerimônia de posse ocorreu em 25 de março de 2022. É a primeira mulher a ocupar a cadeira 17 da ABL, a 9.ª mulher eleita imortal da Academia e também a primeira atriz.